# Ábora
Ábora foi um assentamento romano da antiga província da África Proconsular, na atual Tunísia. Desde 1933, é uma sé titular representando a antiga diocese que ali existia.

## História
Ábora, na Tunísia moderna, é uma antiga província episcopal romana da África Proconsular, sufragânea da Arquidiocese de Cartago, a oeste fazia fronteira com a antiga província romana da Numídia.
Ábora sobrevive até hoje como diocese titular, e seu atual o bispo é Vincent Malone, ex-bispo auxiliar de Liverpool.